# Sorelle Materassi (film)
Sorelle Materassi è un film del 1944 diretto da Ferdinando Maria Poggioli.
Il film, basato sul romanzo omonimo di Aldo Palazzeschi e girato a Cinecittà, visto censura del 26 ottobre 1943 n. 32029, uscì in prima visione pubblica, a guerra non ancora finita, nelle sale di Roma solo il 19 dicembre del 1944. Il film ebbe una distribuzione molto approssimativa, dovuta al tempo di Guerra e alle vicissitudini italiane, dopo l'8 settembre. Tra l'altro fu terminato da Poggioli dopo la liberazione. Il successo del film arriverà nel 1945.

## Trama

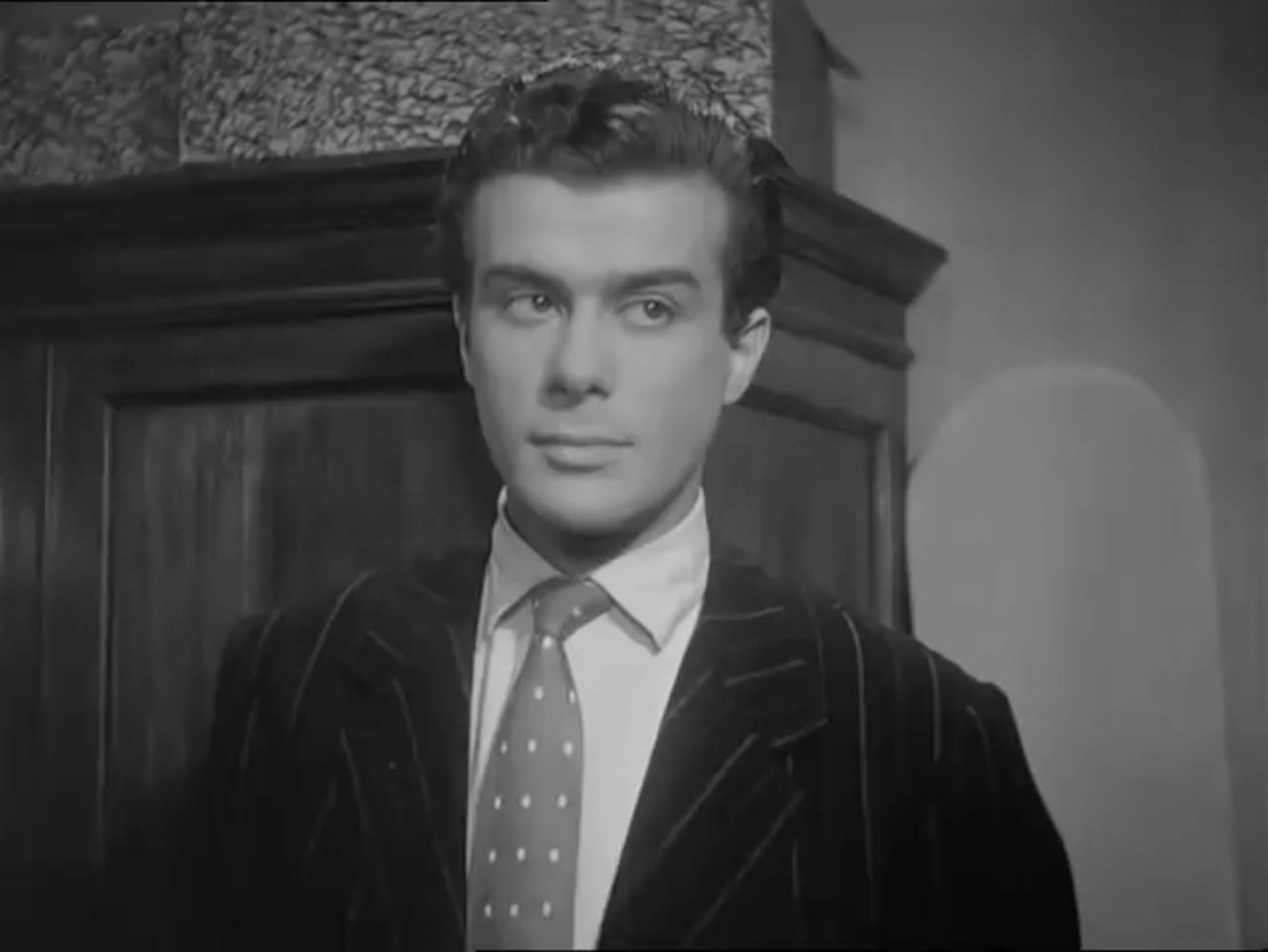
Massimo Serato nel ruolo di Remo

Settignano, borgo sulle colline di Firenze. Teresa e Carolina sono due sorelle zitelle con le mani d'oro. Sono sarte e ricamatrici, tanto famose da essere addirittura invitate a Roma dal Papa. Nella casa sono con loro la fidata domestica Niobe e la cinica terza sorella Giselda, l'unica sposata ma ormai abbandonata dal marito.
La tranquillità della casa viene scombussolata dall'arrivo del nipote Remo, bello e scansafatiche. Ma l'elegantone nipote conduce una vita dispendiosa, frequenta ristoranti famosi ed è attorniato da donne, giovani e non più, attratte dal suo fascino. Egli, per condurre la sua vita dissoluta, si fa anche prestare forti somme di denaro, che qualcuno dovrà prima o poi pur pagare. Le zie subiscono il suo fascino malandrino e saldano i suoi debiti, riducendosi addirittura, non senza avvilimento, a firmare cambiali.
La lavorante Laurina rimane incinta di Remo, ma un marito di rincalzo viene prontamente trovato, perché la modesta giovane non viene ritenuta dalle zie "adatta" al bel nipote.
Nel frattempo Remo si è trovato un lavoro presso una prestigiosa concessionaria di auto di lusso, dove, con il suo charme, riesce facilmente a vendere auto a benestanti signore. Appare quindi in scena la bella ereditiera e viziatissima Peggy che, arrivata in vacanza dall'Argentina e affascinata dal seducente giovane, acquista una costosa auto limosina, pretendendo però che egli la porti con l'auto appena comprata a casa sua. Remo è contrariato e irritato da queste pretese, non volendo acconsentire a fare da autista alla capricciosa giovane; ma il padrone della concessionaria, temendo di perdere un'importante vendita, lo obbliga ad acconsentire alle richieste di Peggy. Nel viaggio la ragazza, ormai innamoratasi di Remo, riesce con uno stratagemma a passare la notte in un albergo con lui; Remo, subendone infine il fascino, acconsente alla sua proposta di matrimonio.
La notizia viene accolta con sconforto e avvilimento in casa Materassi, dove ormai tutte e tre le zie — anche la riluttante Giselda — e la domestica sono segretamente innamorate del giovane.
Le due zie zitelle accompagnano Remo in chiesa vestite anche loro con l'abito bianco tra due ali di folla ilare.
Tra pianti e strepitii, i novelli sposi partono per l'America e la tristezza ripiomba nella casa, dove le zie riprendono la monotonia della loro vita con il vecchio lavoro.

## Differenze con il romanzo
Oltre a discrepanze minori – come l'inclusione nel film del personaggio della scultrice – le differenze principali col romanzo (nella sua redazione del 1934) si rilevano nelle figure di Remo e Peggy. Remo, in Palazzeschi, è il figlio di Augusta, un'altra sorella Materassi abitante ad Ancona; morta Augusta, le ricamatrici accolgono il nipote quattordicenne, che non avevano mai visto in precedenza, in casa propria, dove si soffermerà per una decina d'anni, nel corso dei quali svariate vicende ne mettono in luce il carattere e le particolarità. In Palazzeschi sono assenti le scene riguardanti il rapporto fra Remo e Peggy: quest'ultima infatti (nel romanzo è statunitense e non argentina) figura solo in prossimità del matrimonio e durante la celebrazione, mentre da parte sua Remo non appare aver trovato lavoro presso un concessionario d'auto.
Un personaggio piuttosto importante nel romanzo (con il nome di Belisario, soprannominato "Palle") è Otello, amico di Remo, che nel film appare sporadicamente solo verso l'inizio della pellicola. Le particolari condizioni della loro amicizia sono fatte oggetto di disamina nel libro. Inoltre nel film è passata in secondo piano, se non totalmente sottaciuta, la situazione economica cangiante delle sorelle Materassi, che, dopo un'infanzia e prima giovinezza passate negli stenti in virtù della dissolutezza del padre, hanno saputo, col loro incessante lavoro, risollevarsi fino a raggiungere uno stato di agiatezza, che le intemperanze di Remo hanno gradualmente corroso fino a ridurle, alla partenza del nipote con la moglie, in estrema povertà, dalla quale – di nuovo – pare possano risorgere sempre col duro lavoro.